# Scopula tetrasticta
Scopula tetrasticta är en fjärilsart som beskrevs av Louis Beethoven Prout 1938. Scopula tetrasticta ingår i släktet Scopula och familjen mätare. Inga underarter finns listade.